# Ben Creggan
Ben Creggan är ett berg i republiken Irland.   Det ligger i grevskapet Maigh Eo och provinsen Connacht, i den nordvästra delen av landet, 230 km väster om huvudstaden Dublin. Toppen på Ben Creggan är 580 meter över havet.
Terrängen runt Ben Creggan är huvudsakligen kuperad. Runt Ben Creggan är det mycket glesbefolkat, med 3 invånare per kvadratkilometer. Närmaste större samhälle är Louisburgh, 15,7 km norr om Ben Creggan. Trakten runt Ben Creggan består i huvudsak av gräsmarker.